# William Baring (Maler)
Eugen Albert William Baring (* 21. Juli 1881 in Dresden; † 31. August 1961 in Melle) war ein deutscher Maler und Grafiker.

## Leben
1888 zogen Barings Eltern mit ihm nach Niederfähre bei Meißen. Nach dem Besuch der Volksschule in Zscheila absolvierte er von 1896 bis 1897 eine Lehre in einer Werkstatt für Porzellanmalerei, die er jedoch wegen Konkurs des Unternehmens abbrechen musste. 1898 besuchte er die Dresdner Kunstgewerbeschule. Im Folgejahr ging er an die Zeichenschule der Königlichen Porzellanmanufaktur Meißen, wo er von 1900 bis 1903 eine Lehre zum Staffier- und Figurenmaler anschloss. Danach war er als Figurenmaler (Watteau-Maler) tätig. Von 1907 bis 1910 studierte er an der Kunstakademie Dresden, zunächst bei Oskar Zwintscher und später als Meisterschüler von Gotthardt Kuehl.
1911 begann Baring als frei entwerfender Künstler für die Staatliche Porzellanmanufaktur Meißen zu arbeiten. Zu seinen Werken für die Manufaktur zählen viele Dekor-Entwürfe für Gefäße, Teller und Dekorkacheln (u. a. von Öfen). Während des Ersten Weltkriegs diente er von 1916 bis 1918 als Sanitäter an der Ost- und Westfront. Neben der Porzellanmalerei betätigte sich Baring auch als Plakatkünstler und gewann verschiedene Wettbewerbe. So konnte er 1924 bei einem Plakatwettbewerb der Reederei HAPAG den ersten Preis in Form einer Studienreise nach Marokko und Spanien erlangen. Auch bei mehreren von der Stadt Meißen ausgelobten Wettbewerben war er erfolgreich, unter anderem 1929 anlässlich der 1000-Jahr-Feier der Stadt. Für die Zeit des Nationalsozialismus ist lediglich 1934 seine Teilnahme an der Sächsischen Aquarell-Ausstellung in Dresden belegt. Zum 1. März 1937 trat Baring der NSDAP bei (Mitgliedsnummer 3.879.313). Im gleichen Jahr wurde er künstlerischer Leiter der Malereiabteilung der Porzellanmanufaktur Meißen, was er bis 1945 blieb. Im September 1945 wurde er im Zuge der Demontage der Fertigungsanlagen entlassen.
Danach arbeitete Baring als freischaffender Künstler in seinem Atelier in Meißen. Er wohnte in der Hafenstraße 9.
Er erhielt einige öffentliche Aufträge für Arbeiten im realistischen Stil, zum Beispiel Wandmalereien. 1952 war er auf der „6. Meissner Kunstausstellung. 10 Jubilare stellen aus“ vertreten.
1959 zog er zu seiner Tochter nach Melle.

## Werke (Auswahl)
- Dom und Albrechtsburg in Meißen gegen Morgen (1901/1950; Lithografie; Probedruck im Stadtarchiv Meißen)[3]
- o.T. / Fisch unter Wasser (1923; Bemalung eines Porzellantellers)[4]
- Brückenbau (1933, Öl)[5]
- Nordseebrandung (1952, Öl)[6][7]